# 베르너 리트베르거
베르너 리트베르거(독일어: Werner Rittberger, 1891년 7월 14일 - 1975년 8월 12일)는 독일의 피겨 스케이팅 선수였다.
리트베르거는 1910년에 루프 점프를 고안했다.
리트베르거는 세계 피겨 스케이팅 선수권 대회에서 은메달을 3번 획득했고 1911년과 1928년 사이에 독일 선수권 대회에서 은메달을 11번 획득했다.
제 2차 세계대전 이후, 그는 크레펠드에서 피겨 스케이팅 코치가 되었다.

## 참조
- DEV 1890-1990, book
- Der Eissport, 1922, No. 1